# 日本コーティング
株式会社日本コーティング（にほんコーティング、英:Nihon Coating）は、兵庫県尼崎市に本社を置く化学材料および、電子部品を製造するメーカー。

## 概要
LEDバルブ、ハロゲンランプなどの自動車ランプの開発・製造を主体とし、創業時からのケミカル製造分門では有機/無機化学材料を用いた自動車ボディのコーティング剤、その他機能性コーティング材料の開発・製造を行なっている。

## 沿革
- 1993年 - 株式会社日本コーティング設立
- 1998年 - 自動車用窓ガラスの紫外線カットコーティング剤を開発し、OEM供給を開始
- 2000年 - 自動車用HIDランプ向け、耐熱ブルーフィルター(アクアブルー)発売
- 2001年 - 自動車ハロゲンランプ用、ブルーコーティング剤の開発・製造
- 2002年 - 兵庫県尼崎市大物町で、自動車ハロゲンランプのコーティング加工を開始
- 2002年 - 自動車バルブの着色コーティング加工開始
- 2009年 - タイ企業との間において自動車ランプのコーティング加工技術のライセンス供用を行う
- 2010年 - 航空機灯のコーティング加工を開始
- 2011年 - ウィンカー消灯時に、リフレクターと一体化するステルス加工を施した、アンバー球の製造を開始
- 2013年 - LEDフォグランプ、コンバージョンキットのOEM供給を開始
- 2015年 - 兵庫県尼崎市西長洲町のテクノ工業団地内に本社移転、LEDバルブ専用工場として稼動
- 2016年 - LED・自動車コーティング剤の 自社ブランド化を目指し、日本ライティングでの営業活動を開始
- 2016年 - 自動車ディーラー専売モデルLEDコンバージョンキットをZeusブランドとして発売開始
- 2016年 - 自動車部品商ルート専売モデルLEDコンバージョンキットをZRAYブランドとして発売開始
- 2017年  - ダイハツ向けLEDコンバージョンキットの供給を開始
- 2018年 - トヨタ部品大阪共販株式会社のオリジナルブランド(Tz)に、LEDコンバージョンキットの供給を開始
- 2018年 - 一般のお客様向けLEDコンバージョンキットをNihon Lightingブランドとしてオンラインストアでの販売を開始
- 2020年 - 2020年度版中小企業庁発行の中小企業白書に日本ライティングのビジネスモデルが掲載される。
- 2020年 - トヨタプリウス、アクア用、リビルトバッテリーの発売開始
- 2020年 - 一般のお客様向け自動車用ボディ用ガラスコーティング剤をZeus clearとして発売を開始
- 2021年  - プレジャーボート専用ガラスコーティング剤の発売開始

## 事務所
- 本社：兵庫県尼崎市
- 工場
  - 第一工場：兵庫県尼崎市西長洲町2-5-3テクノ工業団地内
  - 第二工場：兵庫県尼崎市大物町1-8-8

## 製造商品
- 四輪車
  - ライトバルブ(ハロゲンランプ、LED、ステルスバルブ(ミラー球))
- 二輪車
  - ライトバルブ(LED)
- コーティング用品
  - 自動車用ガラスコーティング剤(ボディ用、ウィンドウ用、未塗装樹脂用、ホイール用)
  - プレジャーボート専用ガラスコーティング剤
  - 水回りコーティング剤
  - 抗ウイルス/抗菌機能性コーティング
- リビルトバッテリー
  - プリウス、アクア用

## 取扱ブランド
- Zeus - 自動車ディラー専売モデルLEDコンバージョンキット
- Zray - 自動車部品商ルート専売モデルLEDコンバージョンキット
- Nihon Lighting - 一般のお客様専用モデルLEDコンバージョンキット
- Zeus clear - 自動車用ガラスコーティング剤
- Zeus power - リビルトバッテリー

## 受賞歴
- CarGoodsMagazine 2016 受賞
- 日刊自動車新聞用品大賞2017機能用品部門賞を受賞
- みんカラPARTS OF THE YEAR2020年間対象 ヘッドライト部門1位受賞